# Jilu-Mandarijn
Jilu-Mandarijn is een van de acht varianten van het Mandarijn en de verzamelnaam van verschillende dialecten. Het wordt vooral gesproken in de Chinese provincies Hebei en Shandong.
- Sino-Tibetaanse talen
  - Chinese talen
    - Mandarijn
      - Jilu-Mandarijn

## Dialecten en subdialecten in het Jilu-Mandarijn
- Hebeihua 河北话
  - Baodinghua 保定话
  - Xingtaihua 邢台话
  - Shijiazhuanghua 石家莊话
- Shandonghua 山东话
  - Jinanhua 济南话
  - Weihaihua 威海话
- Tianjinhua 天津话